# 鶴賀若狭掾
鶴賀 若狭掾（つるが わかさのじょう）は、新内節の浄瑠璃太夫、三味線方の名跡。

## 初代

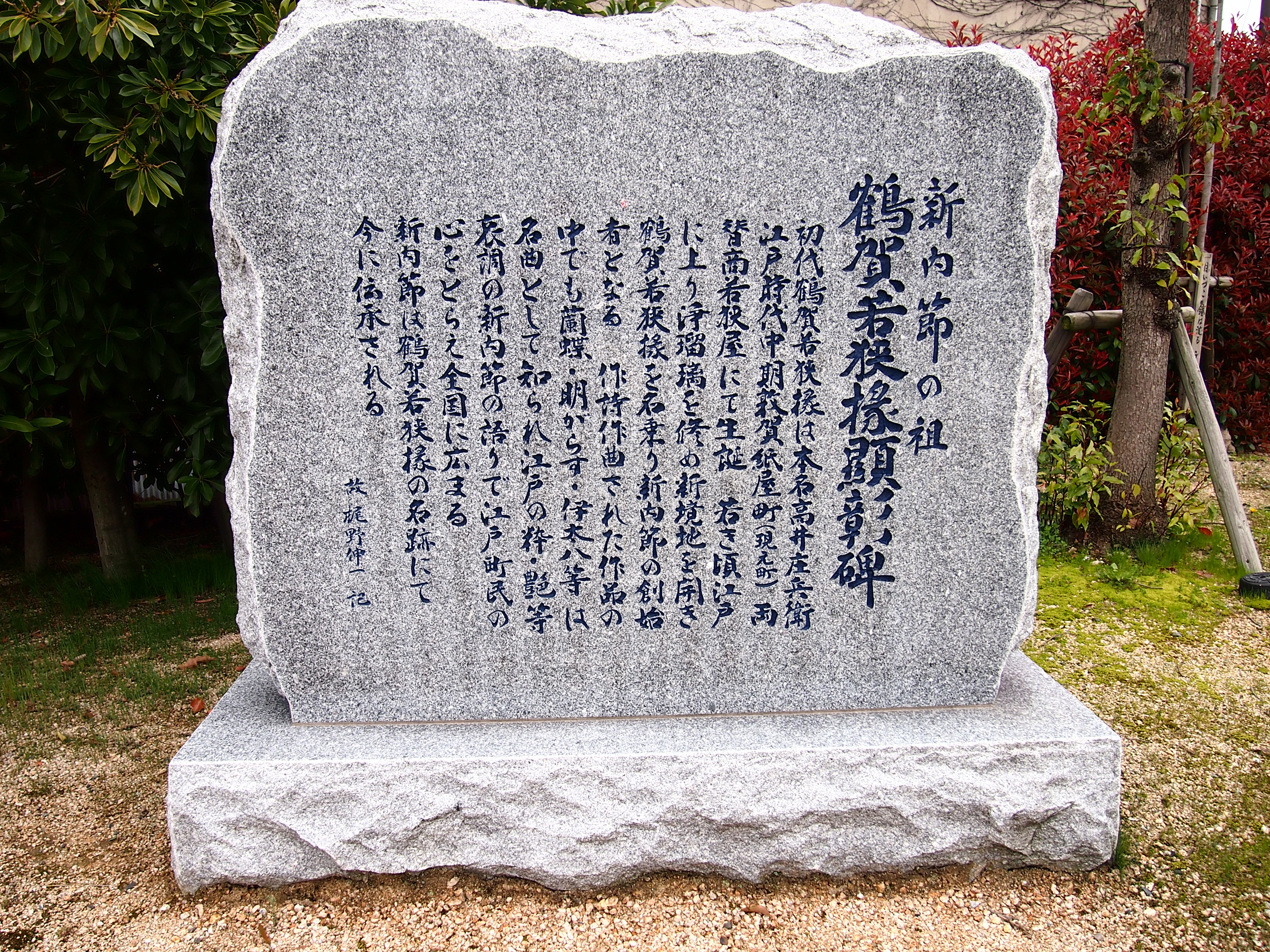
初代 鶴賀若狭掾の顕彰碑(福井県敦賀市神楽町)

（享保2年（1717年） - 天明6年3月22日（1786年4月20日）） 姓は高井。通称は庄兵衛。
初代宮古路加賀太夫高弟の弟子。別名は宮古路加賀八太夫、宮古路敦賀太夫、富士松敦賀太夫、朝日若狭掾、大木戸黒牛（狂歌師としての名）。

### 作品
- 明烏夢泡雪
- 若木仇名草（蘭蝶）
- 帰咲名残命毛（尾上伊太八）

## 2代目
1905年3月16日 - 1969年3月5日、本名は鈴木 寿。
東京京橋の生まれ、6代目鶴賀新内、5代目鶴賀鶴吉との子。1917年に8代目鶴賀流家元を継承し3代目鶴賀若狭太夫。同年2代目鶴賀若狭掾を襲名。

## 3代目
（1938年7月11日 - ）本名は高橋 行道。成城高等学校卒業。
東京の生まれ。父は初代鶴賀伊勢太夫。
- 1973年に2代目鶴賀伊勢太夫を襲名。
- 1999年に11代目鶴賀流家元を継承。
- 2000年に3代目鶴賀若狭掾を襲名。
- 2001年に重要無形文化財保持者（人間国宝）に認定。
- 2003年に新宿区名誉区民。
- 2009年に旭日小綬章を受章。

2019年には、古今亭志ん生、大林清、榎本滋民、宮川一郎、向田邦子、新田次郎、草野心平、塩川正十郎、美空ひばりとの交流の思い出や天覧演奏、海外公演などについて語った「神楽坂と新内」シリーズを音声配信サービス「LisBo（リスボ）」で公開。これまでに、世界40カ国60都市を演奏で訪問。現在、八王子車人形の西川古柳座との共演を多く行っている。

### 作品
落語の「芝浜」、芥川龍之介の「羅生門」、「蜘蛛の糸」などの脚色、作曲をしている。